# ラポールゆや
ラポールゆやは、山口県長門市（旧大津郡油谷町）にある市営の文化施設。1997年（平成9年）12月開館。

## 施設
町並みと油谷湾を見下ろす高台にある立地を生かし、建物は全長150mの眺望デッキに沿って配置されている。設計は日建設計、施工は清水建設が行った。
大ホール多目的ホール、最大収容人員770名。緞帳には楊貴妃や油谷湾、油谷町の町木や町花など、油谷町にまつわる事物が盛り込まれたものが作られた。
コミュニティホール会議室
視聴覚室
研修室
図書室市営図書館分館の役割を果たしている

## 歴史
油谷町における文化会館建設に向けた動きは1992年、町の平成四年度施政方針に初めて登場した。この方針で町は、油谷小に隣接する山林10万㎡を購入し、保育所や町民センターを建設するという、後にコミュニティパーク整備事業と呼ばれることになる事業の構想を示した。町民センターは「油谷町ふれあいセンター」の仮称で呼ばれるようになり、1994年（平成6年）4月に町は建設推進委員会を設置した。1996年（平成8年）10月に着工、1997年11月に完成した。名称は公募のうえ、名称が「油谷町文化会館」、愛称が「ラポールゆや」と決まり、11月22日に安倍晋三衆議院議員も出席して竣工記念式典が行われた。
2000年3月には長門市に文化施設「ルネッサながと」が開館、類似した施設の存在が合併協議の障害となった。長門市側は長門広域都市圏一市三町での運営を見込んでおり、運営を担う「ながと広域文化財団」を設立した。3町側は設立に出資はしたものの、運営費は負担しなかった。特に油谷町は、ラポールゆやの維持に年6000万円以上かかっており、ルネッサながとの費用負担は無理と主張していた。しかし結局、2005年3月に油谷町は長門市と合併、油谷町文化会館は長門市の文化会館となった。従来愛称であった「ラポールゆや」が、名称として用いられることになった。

## 油谷中央公民館
油谷町の中央公民館は当初、1967年（昭和42年）に石原小学校跡地を活用して作られた。しかし建物が1926年（大正15年）建築で古く、施設も不充分であると考えられていた。1972年（昭和47年）、油谷町は中央公民館の建設費を同年度予算に盛り込み、4月には油谷小の隣接地を予定地に決めた。ところが5月8日に起きた不審火により公民館は全焼、公民館に置かれていた油谷町史の資料も焼失した。公民館の業務は一時、役場庁舎内で行われることになった。1973年（昭和48年）10月に中央公民館が再建され、以降は町内各地区の公民館は連携して活動するようになった。
その公民館も2005年3月に油谷町が長門市と合併する頃には老朽化が目立ってきたが、公民館は教育委員会の所管であり、企画総務部所管のラポールゆやとは管轄が異なっていた。2007年にラポールゆやが教育委員会所管に変更されて一体運営が可能となり、2008年に中央公民館はラポールゆやに移転した。旧油谷中央公民館の建物は解体されることになり、2013年、解体される前の建物が、長門市消防本部により鉄筋コンクリート製の建物に署員が穴を開けて救助する訓練に使用された。一方、移転先のラポールゆやには公民館の併置を表す看板がなかったが、2020年に「油谷中央公民館」と書かれた看板が取り付けられた。

## こどもミュージカル
2003年から自主公演事業として企画された事業の一つ。地元の子供達によるオリジナルミュージカルの公演が毎年行われている。照明と音響はプロが行っているが、衣装は住民が担当している。
2003年にラポールゆやの開館5周年記念事業として公演された「サンタの残した忘れ物」が最初の作品である。東京から油谷町に転校してきた女の子が友達やサンタクロースと交流する物語で、原作・脚本・演出を下関市民ミュージカル代表の伊藤寿真男が担当した。伊藤は学校公演や小中学生対象の研究所設立などを通じてミュージカル浸透を図ってきた実績がある人物である。最初の公演は2003年2月2日、町内の小中学生を対象とした午前、一般客を対象とした午後の2回行われ、午後の会は椅子に座り切れないほどの来場客を集めた。
2回目は下関市民ミュージカルの公演作である「見習い魔女マジョリカ」が取り上げられ、2003年11月8日に公演された。9回目の公演となった2010年の「ふたりの蛍子の物語」は、それまでと異なり戦争をテーマとした作品となった。
ラポールゆやでの定期公演のほか、外部でも公演を行うことがある。2011年には長門のライブハウス「パタ屋」で、油谷にたどり着いたと伝説の残る楊貴妃を題材にしたミュージカルの野外公演を行った。2019年にはルネッサながとで開催された「第25回全国棚田（千枚田）サミット」に出演し、オープニングで田の保護を訴える演目を披露した。このほか海峡メッセ下関や山口情報芸術センターでも公演実績がある。